# Hluchov
Hluchov (en allemand : Luchau) est une commune du district de Prostějov, dans la région d'Olomouc, en République tchèque. Sa population s'élevait à 338 habitants en 2023.

## Géographie
Hluchov se trouve à 6 km au nord-ouest de Kostelec na Hané, à 12 km au nord-ouest de Prostějov, à 20 km à l'ouest-sud-ouest d'Olomouc et à 194 km à l'est-sud-est de Prague.
La commune est limitée par Přemyslovice à l'ouest et au nord, par Čechy pod Kosířem au nord-est, par Stařechovice et Kostelec na Hané à l'est, par Bílovice-Lutotín et Zdětín au sud, et par Ptení au sud-ouest.

## Histoire
La première mention écrite de la localité date de 1131.

## Galerie

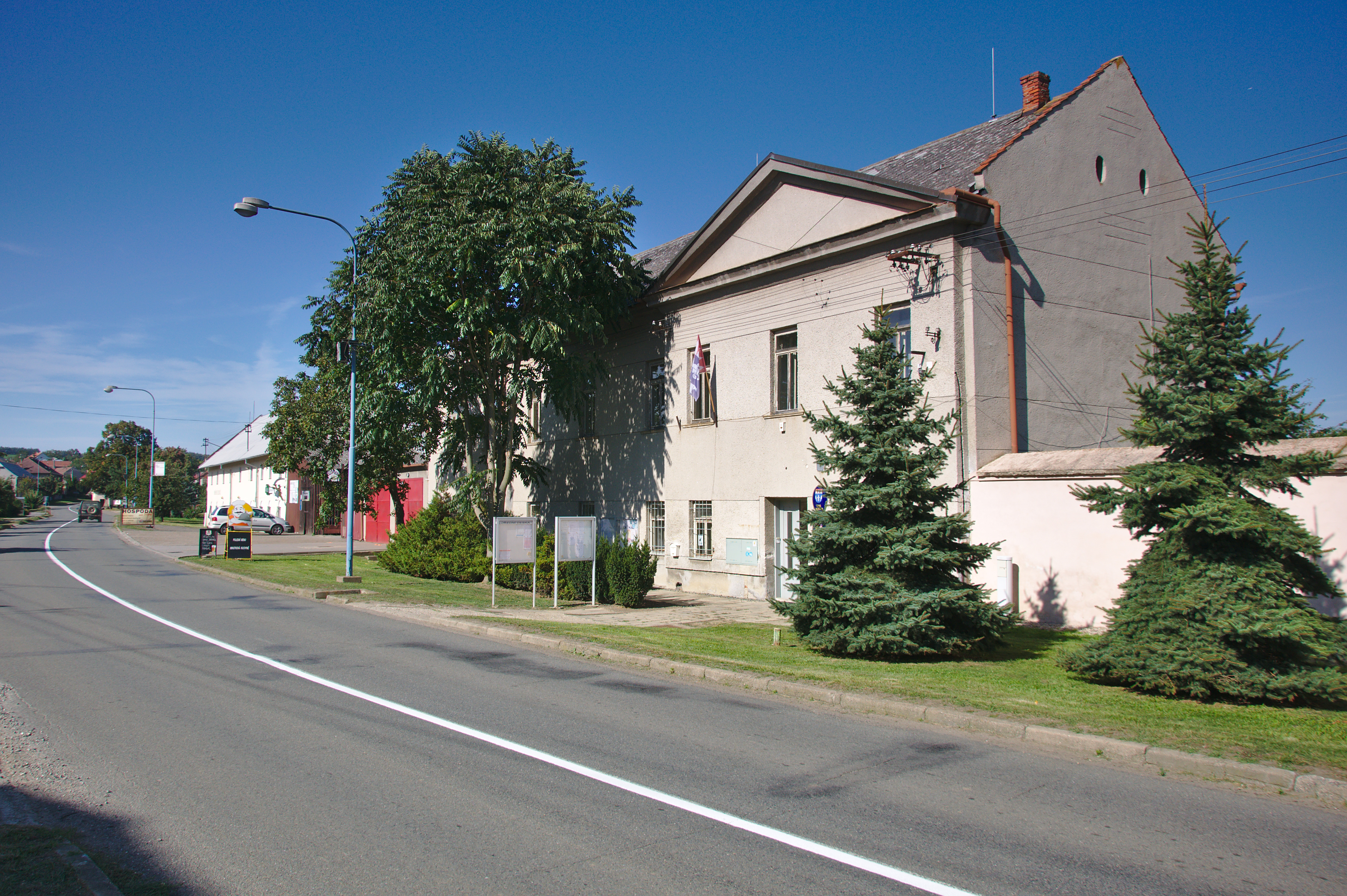
Hluchov : la mairie.

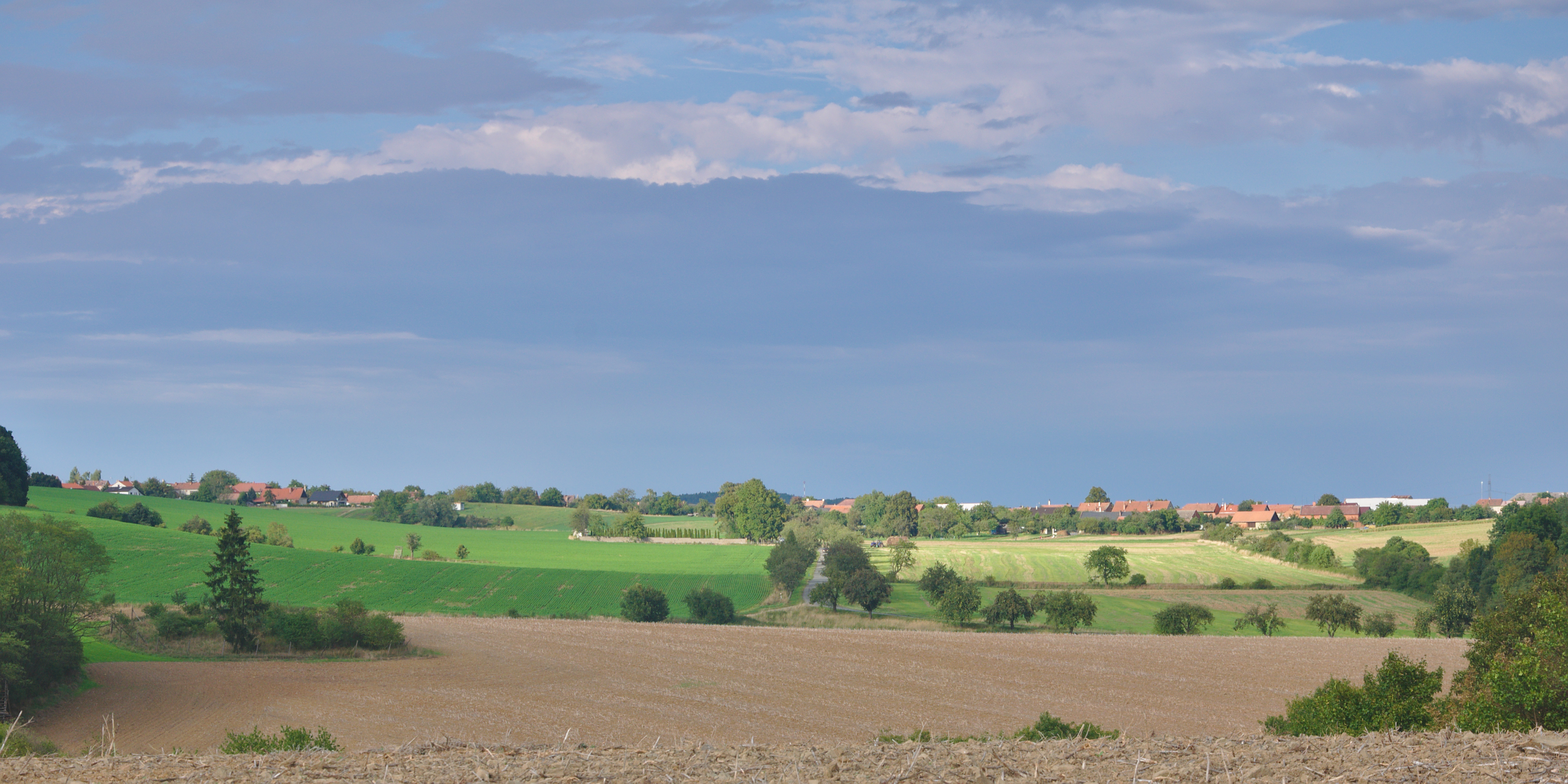
Vue du village depuis le sud.

## Transports
Par la route, Hluchov se trouve à 13 km de Prostějov, à 24 km d'Olomouc et à 248 km de Prague.